# Knut Nicolaus
Knut Waldemar Nicolaus (* 1. Januar 1940 in Berlin; † 2. Mai 2024 in Frechen) war ein deutscher Restaurator und Hochschullehrer.

## Leben
Nicolaus absolvierte in München, Florenz und London eine Ausbildung zum Gemälderestaurator. Er wechselte 1965 ans Herzog Anton Ulrich-Museum in Braunschweig und war dort bis 1986 als Leitender Restaurator tätig. Anschließend folgte er einem Ruf an die damalige Fachhochschule Köln. Dort baute er den Fachbereich Restaurierung und Konservierung von Kunst- und Kulturgut auf. Er war Autor mehrerer grundlegender Bücher zum Thema Gemäldekunde, Gemälderestaurierung und Gemäldeuntersuchung.
Nicolaus wurde am 21. Mai 2024 im Gedächtniswald Jünkerath beigesetzt.

## Publikationen (Auswahl)
- DuMonts Handbuch der Gemäldekunde: Gemälde erkennen und bestimmen. Köln: DuMont Literatur-und-Kunst-Verlag 2003, ISBN 978-3-8321-7288-6
- Handbuch der Gemälderestaurierung. Köln: Könemann 1998, ISBN 978-3-89508-921-3